# Anisorrhina touroulti
Anisorrhina touroulti är en skalbaggsart som beskrevs av Franz Antoine 2009. Anisorrhina touroulti ingår i släktet Anisorrhina och familjen Cetoniidae. Inga underarter finns listade i Catalogue of Life.